# Comitatul Fond du Lac, Wisconsin
Comitatul Fond du Lac, conform originalului din engleză,  Fond du Lac County, este unul din cele 72 de comitate ale statului federal american Wisconsin. Sediul comitatului este localitatea omonimă, orașul Fond du Lac.
Conform recensământului din anul 2000, efectuat de USCB, populația comitatului era de 97.296 de locuitori. O parte a rezervației nativilor americani numită Fond du Lac Indian Reservation se găsește pe teritoriul comitatului.

## Regiuni
The Holyland este o regiune situată în nord-estul comitatului Fond du Lac, Wisconsin.

## Orașe, sate și cartiere

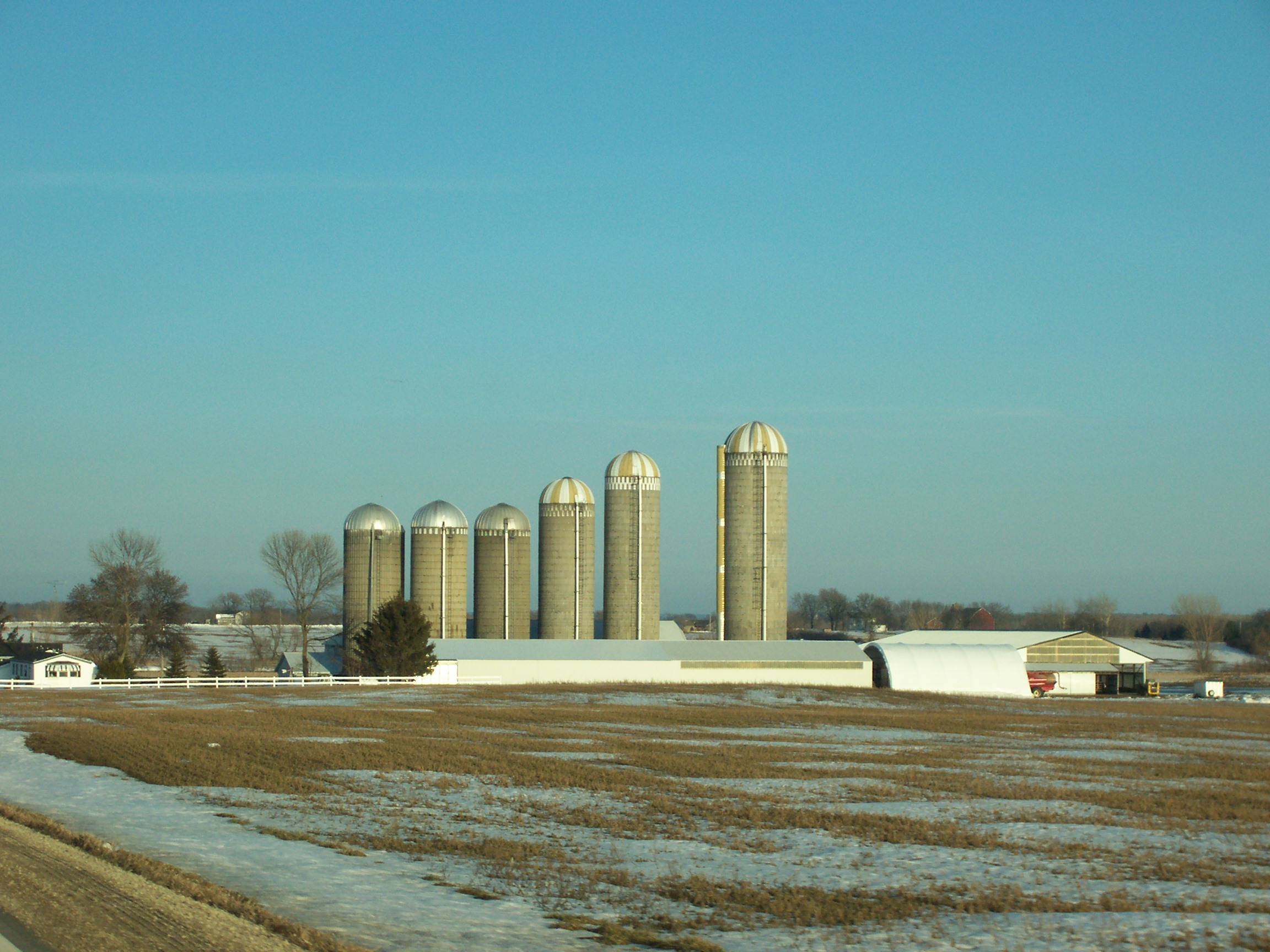
Farming in western Fond du Lac County

- Alto
- Ashford (town)
- Auburn
- Brandon
- Byron
- Calumet
- Campbellsport
- Eden
- Eden
- Eldorado
- Empire
- Fairwater
- Fond du Lac
- Fond du Lac
- Forest
- Friendship
- Kewaskum (parțial) (sat)
- Lamartine
- Marshfield
- Metomen
- Mount Calvary (sat)
- North Fond du Lac (sat)
- Oakfield
- Oakfield (sat)
- Osceola
- Ripon
- Ripon
- Rosendale
- Rosendale (sat)
- Springvale
- St. Cloud (sat)
- Taycheedah
- Waupun
- Waupun

## Comunități fără personalitate juridică
- Calumetville
- Dundee
- Garnet
- Johnsburg
- Malone
- Marytown
- New Fane
- Peebles
- Pipe
- St. Joe
- Taycheedah
- Van Dyne

## Demografie
|  | Graficele sunt indisponibile din cauza unor probleme tehnice. Mai multe informații se găsesc la Phabricator și la wiki-ul MediaWiki. |

Date: Wikidata - grafică realizată de Wikipedia